# Dichteanomalie
Bei den meisten Stoffen nimmt die Dichte mit abnehmender Temperatur zu, auch über eine Aggregatzustandsänderung hinweg. Ein chemischer Stoff zeigt eine Dichteanomalie, wenn sich seine Dichte unterhalb einer bestimmten Temperatur bei Temperaturabnahme verringert, der Stoff sich also bei Abkühlung ausdehnt (negative thermische Ausdehnung).
Dichteanomalien treten bei den chemischen Elementen Antimon, Bismut, Gallium, Germanium, geschmolzenem Lithium, Plutonium, Silicium und Tellur auf, ebenfalls bei Legierungen wie Woodsches Metall und Verbindungen wie Zirkoniumwolframat (ZrW2O8), ZrV2O7, HfV2O7 oder Zinkcyanid. Wasser ist der wichtigste Stoff, bei dem eine solche Anomalie auftritt, im Speziellen auch Anomalie des Wassers genannt. Hierunter wird verstanden, dass zum einen flüssiges Wasser seine maximale Dichte oberhalb von 0 °C erreicht und zum anderen, dass die feste Phase Eis eine geringere Dichte als flüssiges Wasser besitzt. Diese Anomalie tritt nicht bei größerem Umgebungsdruck auf, beispielsweise wird beim isobaren Abkühlen bei konstant 1000 Bar die Dichte des Wassers weiter erhöht.
Auch manche stark polaren Flüssiggase zeigen Dichteanomalien, z. B. Fluorwasserstoff und Ammoniak. Auch bei der Umwandlung von β-Zinn unterhalb 13,2 °C in eine andere Modifikation (α-Zinn) ändert sich dessen Dichte, hier aber unumkehrbar.

## Anwendung
Stoffe mit Dichteanomalie können ihre ingenieurwissenschaftliche Anwendung als Kompensator thermischer Ausdehnung finden. Dabei bringt man Stoffe mit positiver thermischer Ausdehnung und Stoffe mit negativer thermischer Ausdehnung (also mit Dichteanomalie) zusammen, sodass sich bei einer Temperaturveränderung Ausdehnung und Kontraktion ausgleichen und das Material sein Volumen gar nicht oder genau definiert mit Temperatur verändert. Eine thermische Ausdehnung nahe null garantiert unveränderte Performance bei verschiedenen Temperaturen.
Ein gutes Beispiel aus dem Alltag für Materialien mit einer thermischen Ausdehnung nahe null sind Glaskeramik-Kochfelder wie z. B. Ceran. Diese weisen eine hohe Temperaturwechselbeständigkeit auf, sodass das Glas nicht springt, wenn es auf einer Seite erhitzt wird, während die andere Seite Raumtemperatur aufweist. Das liegt daran, dass manche in diesen Keramiken enthaltenen Phasen eine Dichteanomalie besitzen. Die Glaskeramik wird mit Hilfe der chemischen Zusammensetzung so eingestellt, dass die negative thermische Ausdehnung dieser Phasen bei einer Temperaturveränderung die positive thermische Ausdehnung anderer Phasen kompensiert. Dadurch weist das gesamte Kochfeld kaum thermische Ausdehnung auf, und das Ceran springt nicht, wenn es nicht überall gleichmäßig erwärmt wird.
Speziell im Ingenieurwesen, z. B. bei der Herstellung von Präzisionsinstrumenten, ist man oft auf der Suche nach Materialien mit möglichst konstanter Performance in verschiedenen Temperaturbereichen. Dabei eignen sich besonders Materialien mit Dichteanomalie und kubischem Gitter, da diese isotrope negative thermische Ausdehnung aufweisen, d. h., dass ihre Ausdehnung in alle drei Raumrichtungen gleich ist. Beispiele dafür sind unter anderem {\displaystyle {\ce {ZrW2O8}}}, {\displaystyle {\ce {ZrV2O7}}} und {\displaystyle {\ce {HfV2O7}}}. Während {\displaystyle {\ce {ZrW2O8}}} über einen Temperaturbereich von 0,3 bis 1050 K negative thermische Ausdehnung besitzt, zeigt sich bei {\displaystyle {\ce {ZrV2O7}}} und {\displaystyle {\ce {HfV2O7}}} die Dichteanomalie nur in ihrer Hochtemperaturphase beginnend bei 350 bis 400 K.
Es kann auch nützlich sein, Materialien mit einer genau definierten thermischen Ausdehnung zu designen. Bei Zahnimplantaten ist es wichtig, dass sich die Füllung nicht deutlich stärker oder schwächer als das umgebende Material mit der Temperatur ausdehnt, wenn man z. B. ein heißes oder kaltes Getränk zu sich nimmt. Daher kann es von Vorteil sein, die Gesamtausdehnung des Implantats durch die Verwendung von Materialien mit positiver und negativer thermischer Ausdehnung auf die Ausdehnung der Zähne abzustimmen.

## Beispiele

### Wasser

Dichte von Eis und Wasser in Abhängigkeit von der Temperatur (bei Normaldruck)

Bei Normaldruck hat Wasser seine größte Dichte von ca. 1000 Kilogramm pro Kubikmeter bei 3,98 °C und ist flüssig. Unterhalb von 3,98 °C dehnt sich Wasser bei (weiterer) Temperaturverringerung – auch beim Wechsel zum festen Aggregatzustand – (wieder) aus. Die Anomalie des Wassers besteht also im Bereich zwischen 0 °C und 3,98 °C. Das Eis verhält sich nicht anomal, wenn auch untypischerweise die Dichte des Eises geringer ist als die des flüssigen Wassers. Die derzeit genauesten publizierten Werte für die maximale Dichte liegen bei (999,974950 ± 0,00084) kg/m3 bei einer Temperatur von (3,983 ± 0,00067) °C. Die Werte stellen einen Mittelwert der von verschiedenen physikalischen Instituten veröffentlichten Zahlen dar (Stand 2005).
Die Berechnung der Dichte von luftfreiem Wasser DLF in Abhängigkeit von der Temperatur T ([T] = °C) kann mit Hilfe der folgenden Virialgleichung erfolgen:
{\displaystyle {\frac {D_{\rm {LF}}}{\rm {g/l}}}={\frac {a_{0}+a_{1}T+a_{2}T^{2}+a_{3}T^{3}+a_{4}T^{4}+a_{5}T^{5}}{1+bT}}}.
mit den Koeffizienten:
a0 = 999,83952;
a1 = 016,952577 (°C)−1;
a2 = 0−7,9905127·10−3 (°C)−2;
a3 = 0−4,6241757·10−5 (°C)−3;
a4 = 001,0584601·10−7 (°C)−4;
a5 = 0−2,8103006·10−10 (°C)−5  und
b   = 000,016887236.
Für die Berechnung der Dichte von luftgesättigtem Wasser korrigiert man den Wert nach DLG/(g/l) = DLF/(g/l) − 0,004612 + 0,000106 (°C)−1·T.
Im festen Aggregatzustand – in diesem Fall bei Eis – wird normalerweise eine hohe Fernordnung durch Ausbildung eines Kristallgitters im Zuge der Kristallisation erreicht. Im flüssigen Zustand herrscht eine Mischung von Ordnung und Chaos, wobei die Moleküle aufgrund ihrer höheren Geschwindigkeit ein größeres Volumen ausfüllen. Es erhöht sich also das Volumen, die Dichte wird damit geringer. Im gasförmigen Zustand ist die maximale Unordnung erreicht, d. h. die Moleküle verteilen sich dementsprechend gleichmäßig über den maximal zur Verfügung stehenden Raum.

Temperaturverteilung in einem stehenden Süßwassersee im Sommer und Winter

Der Grund der Anomalie des Wassers liegt in der Verkettung der Wassermoleküle über Wasserstoffbrückenbindungen. Durch sie benötigt die Struktur im festen Zustand mehr Raum als bei beweglichen Molekülen. Die Strukturbildung ist ein fortschreitender Vorgang, das heißt, es sind schon im flüssigen Zustand so genannte Cluster aus Wassermolekülen vorhanden. Bei 3,98 °C ist der Zustand erreicht, bei dem die einzelnen Cluster das geringste Volumen einnehmen und damit die größte Dichte haben. Wenn die Temperatur weiter sinkt, wird durch einen stetigen Wandel der Kristallstrukturen mehr Volumen benötigt. Wenn die Temperatur steigt, benötigen die Moleküle wieder mehr Bewegungsfreiraum, wodurch das Volumen ebenfalls steigt.
Die Lebensdauer der einzelnen Cluster ist temperaturabhängig und liegt bei 4 °C in der Größenordnung von nur wenige billionstel Sekunden. Bei weiterer Abkühlung wird der instabile Zustand der Cluster aufgrund der abnehmenden Wärmebewegung immer stabiler, bis sich beim Erstarren schließlich stabile hexagonale Kristallstrukturen gebildet haben (Eis). Das Volumen nimmt bei diesem Phasenübergang nochmals deutlich zu.
Die Dichteanomalie des Wassers ist wichtig für das Leben in Gewässern kälterer Klimazonen. Unterhalb einer Temperatur von etwa 4 °C sinkt Oberflächenwasser nicht nach unten. Statt des damit verbundenen Auskühlens tieferer Gewässerschichten und eines vollständigen Durchfrierens von unten her können sich thermische Schichten bilden. Wassertiere und -pflanzen können unter der Eisschicht überleben. 
Gelöstes Salz hat einen Einfluss auf die Dichteanomalie, so dass ab einem NaCl-Gehalt von 2,47 % keine Dichteanomalie mehr auftritt. Im salzigen Meerwasser der Ozeane läuft der Prozess daher anders ab. Wegen der fehlenden Dichteanomalie sinkt das kältere Oberflächenwasser ab und verdrängt tiefer liegendes wärmeres Wasser. Dadurch wird eine etwa 50 bis 100 Meter dicke „Deckschicht“ durchmischt. Das setzt sich fort, bis die gesamte Schicht den Gefrierpunkt erreicht.
Die Temperatur, bei der Wasser die größte Dichte erreicht, sinkt mit steigendem Druck von 3,98 °C (1 bar) über ca. 2 °C (100 bar) auf ca. 0 °C (200 bar, wobei hier der Gefrierpunkt seinerseits auf −1,5 °C gesunken ist).

#### Zahlenwerte zu Dichteanomalie und Ausdehnungskoeffizient von Eis und Wasser bei Normaldruck
Die folgende Tabelle zeigt die Dichte und den mittleren Ausdehnungskoeffizienten {\displaystyle \gamma _{\text{mittl.}}} zwischen zwei Temperaturen {\displaystyle T_{0}} und {\displaystyle T_{2}}.
Negative Ausdehnungskoeffizienten sind fett markiert.
| Ausdehnungskoeffizient von Eis und Wasser bei Normaldruck | Ausdehnungskoeffizient von Eis und Wasser bei Normaldruck | Ausdehnungskoeffizient von Eis und Wasser bei Normaldruck | Ausdehnungskoeffizient von Eis und Wasser bei Normaldruck | Ausdehnungskoeffizient von Eis und Wasser bei Normaldruck |
| {\displaystyle T_{0}/T_{2}} (°C)                          | {\displaystyle \rho _{0}/\rho _{2}} (g/cm³)               | {\displaystyle \Delta T} (K)                              | mittlere Temperatur {\displaystyle T}mittl. (°C)          | {\displaystyle \gamma _{\mathrm {mittl.} }} (1/K)         |
| --------------------------------------------------------- | --------------------------------------------------------- | --------------------------------------------------------- | --------------------------------------------------------- | --------------------------------------------------------- |
| 00 / 0                                                    | 0,918 (Eis) / 0,999840 (Wasser)                           | 0                                                         | 0                                                         | -                                                         |
| 00 / 1                                                    | 0,918 (Eis) / 0,999899                                    | 1                                                         | 00,5                                                      | −0,0819                                                   |
| 00 / 1                                                    | 0,999840 (Wasser) / 0,999899                              | 1                                                         | 00,5                                                      | −0,000059006                                              |
| 01 / 2                                                    | 0,999899 / 0,999940                                       | 1                                                         | 01,5                                                      | −0,0000410025                                             |
| 02 / 3                                                    | 0,999940 / 0,999964                                       | 1                                                         | 02,5                                                      | −0,0000240009                                             |
| 03 / 3,983 (Dichtemaximum)                                | 0,999964 / 0,999975                                       | 0,983                                                     | 03,4915                                                   | −0,0000119051                                             |
| 03 / 4                                                    | 0,999964 / 0,999972                                       | 1                                                         | 03,5                                                      | −0,00000800023                                            |
| 03 / 5                                                    | 0,999964 / 0,999964                                       | 2                                                         | 04 (nah am Dichtemaximum)                                 | 0                                                         |
| 04 / 5                                                    | 0,999972 / 0,999964                                       | 1                                                         | 04,5                                                      | +0,00000800028                                            |
| 05 / 6                                                    | 0,999964 / 0,999940                                       | 1                                                         | 05,5                                                      | +0,0000240014                                             |
| 06 / 7                                                    | 0,999940 / 0,999901                                       | 1                                                         | 06,5                                                      | +0,0000390039                                             |
| 17 / 19                                                   | 0,998773 / 0,998403                                       | 2                                                         | 18                                                        | +0,0001853                                                |
| 19 / 21                                                   | 0,998403 / 0,997991                                       | 2                                                         | 20                                                        | +0,0002064                                                |
| 24 / 26                                                   | 0,997295 / 0,996782                                       | 2                                                         | 25                                                        | +0,0002573                                                |

Schmilzt Eis bei Normaldruck bei 0 °C zu Wasser, so nimmt dessen Volumen dabei um 8,19 % ab. Beim Gefrieren nimmt es entsprechend um 8,92 % zu.
Bei höheren Drücken nimmt der Dichteunterschied zwischen Wasser und Eis weiter zu. Bei knapp 200 MPa und beim dann herrschenden Schmelzpunkt von −20 °C sind es dann 16,8 %.
Die mittleren Ausdehnungskoeffizienten {\displaystyle \gamma _{\text{mittl.}}} wurden aus den Dichtewerten berechnet:
{\displaystyle \gamma _{\text{mittl.}}={\bar {\gamma }}={\frac {\Delta {V}}{V_{0}\cdot \Delta {T}}}={\frac {\left({\frac {V_{2}}{V_{0}}}\right)-1}{\Delta {T}}}={\frac {\left({\frac {v_{2}}{v_{0}}}\right)-1}{\Delta {T}}}={\frac {\left({\frac {\rho _{0}}{\rho _{2}}}\right)-1}{\Delta {T}}}}

### Dichteanomalie und (nicht isobarer) Ausdehnungskoeffizient von flüssigem Ammoniak
Bei jeder Temperatur hat das Flüssiggas einen anderen Dampfdruck, entsprechend seiner Dampfdruckfunktion. Daher erfolgt hier die temperaturbedingte Ausdehnung oder Kontraktion des Volumens nicht isobar.
Die folgende Tabelle zeigt die Dichte und den mittleren Ausdehnungskoeffizienten von flüssigem Ammoniak, siedend beim eigenen Dampfdruck. Der mittlere Ausdehnungskoeffizient {\displaystyle \gamma _{\text{mittl.}}} zwischen den Temperaturen {\displaystyle T_{0}} und {\displaystyle T_{2}} wurde wie in obiger Formel berechnet. Negative Ausdehnungskoeffizienten sind fett markiert.
| Ausdehnungskoeffizient von flüssigem Ammoniak    | Ausdehnungskoeffizient von flüssigem Ammoniak               | Ausdehnungskoeffizient von flüssigem Ammoniak | Ausdehnungskoeffizient von flüssigem Ammoniak                  | Ausdehnungskoeffizient von flüssigem Ammoniak        |
| {\displaystyle T_{0}}/{\displaystyle T_{2}} (°C) | {\displaystyle \rho _{0}}/{\displaystyle \rho _{2}} (kg/m³) | {\displaystyle \Delta T} (K)                  | mittlere Temperatur {\displaystyle T_{\mathrm {mittl.} }} (°C) | {\displaystyle \gamma _{\mathrm {mittl.} }} (10−3/K) |
| ------------------------------------------------ | ----------------------------------------------------------- | --------------------------------------------- | -------------------------------------------------------------- | ---------------------------------------------------- |
| −70 / −68                                        | 725,27 / 720,36                                             | 2                                             | −69                                                            | +3,408                                               |
| −68 / −66                                        | 720,36 / 720,67                                             | 2                                             | −67                                                            | −0,215                                               |
| −66 / −64                                        | 720,67 / 718,39                                             | 2                                             | −65                                                            | +1,587                                               |
| −64 / −62                                        | 718,39 / 716,08                                             | 2                                             | −63                                                            | +1,613                                               |
| −50 / −48                                        | 702,00 / 699,64                                             | 2                                             | −49                                                            | +1,687                                               |
| −30 / −28                                        | 677,64 / 675,17                                             | 2                                             | −29                                                            | +1,829                                               |
| −28 / −26                                        | 675,17 / 672,63                                             | 2                                             | −27                                                            | +1,888                                               |
| −26 / −24                                        | 672,63 / 674,63                                             | 2                                             | −25                                                            | −1,482                                               |
| −24 / −22                                        | 674,63 / 685,87                                             | 2                                             | −23                                                            | −8,194                                               |
| −22 / −20                                        | 685,87 / 665,03                                             | 2                                             | −21                                                            | +15,668                                              |
| 0−2 / 0                                          | 641,27 / 638,57                                             | 2                                             | 0−1                                                            | +2,114                                               |
| 0−2 / 2                                          | 641,27 / 635,85                                             | 4                                             | 0                                                              | +2,131                                               |
| 00 / 2                                           | 638,57 / 635,85                                             | 2                                             | 01                                                             | +2,139                                               |
| 018 / 20                                         | 613,20 / 610,28                                             | 2                                             | 019                                                            | +2,392                                               |
| 018 / 22                                         | 613,20 / 607,31                                             | 4                                             | 020                                                            | +2,425                                               |
| 020 / 22                                         | 610,28 / 607,31                                             | 2                                             | 021                                                            | +2,445                                               |
| 024 / 26                                         | 604,38 / 601,32                                             | 2                                             | 025                                                            | +2,544                                               |
| 048 / 50                                         | 566,28 / 563,06                                             | 2                                             | 049                                                            | +2,859                                               |

Es ist zu erkennen, dass die Dichtewerte und Ausdehnungskoeffizienten des flüssigen Ammoniaks im betrachteten Temperaturbereich zwei Dichteanomalien aufweisen.
Siehe auch: Ausdehnungskoeffizient#Zahlenwerte von Metallschmelzen.